# Талладіга (округ, Алабама)
Шаблон:StateAbbr_ 33°23′00″ пн. ш. 86°10′00″ зх. д. / 33.383333333333° пн. ш. 86.166666666667° зх. д.
Округ Талладіґа (англ. Talladega County) — округ (графство) у штаті Алабама. Ідентифікатор округу 01121.

## Історія
Округ утворений 1832 року.

## Демографія
За даними перепису
2000 року
загальне населення округу становило 80321 осіб, зокрема міського населення було 35752, а сільського — 44569.
Серед мешканців округу чоловіків було 39285, а жінок — 41036. В окрузі було 30674 домогосподарства, 21911 родин, які мешкали в 34469 будинках.
Середній розмір родини становив 3.
Віковий розподіл населення поданий у таблиці:
| Стать    | До 15 років | 15-21 | 22-29 | 30-39 | 40-49 | 50-65 | 65-85 | Понад 85 |
| -------- | ----------- | ----- | ----- | ----- | ----- | ----- | ----- | -------- |
| Чоловіки | 8390        | 4004  | 4218  | 5856  | 6133  | 6496  | 3854  | 334      |
| Жінки    | 8077        | 3977  | 4009  | 5665  | 6064  | 6777  | 5674  | 793      |

## Суміжні округи
- Калгун — північ
- Клеберн — північний схід
- Клей — схід
- Куса — південь
- Шелбі — південний захід
- Сент-Клер — північний захід

## Виноски
1. ↑  American FactFinder. Бюро перепису населення США. Архів оригіналу за 26 лютого 2012. Процитовано 31 січня 2008. [Архівовано 2008-05-21 у Wayback Machine.]
2. ↑  Oregon: Population of Counties by Decennial Census: 1900 to 1990 — Бюро перепису населення США (англ.)
3. ↑  http://factfinder2.census.gov
4. ↑  Архівована копія. Архів оригіналу за 11 серпня 2012. Процитовано 26 травня 2012.{{cite web}}:  Обслуговування CS1: Сторінки з текстом «archived copy» як значення параметру title (посилання)